# Cheguei
"Cheguei" é uma canção da cantora brasileira Ludmilla , composta por Wallace Viana e André Vieira e produzida por Rick Joe. Foi lançada em 17 de março de 2017 em todas as rádios do Brasil e lojas virtuais, além de estar no seu segundo álbum de estúdio A Danada Sou Eu. O videoclipe foi lançado em 3 de maio de 2017 no site Youtube.

## Lista de faixas
- Download digital

1. "Cheguei" - 2:54[1]

## Desempenho nas tabelas musicais
| Parada (2017)                                                       | Melhor posição |
| ------------------------------------------------------------------- | -------------- |
| Brasil Billboard Hot 100                                            | 46             |
| Brasil - Billboard Brasil Regional Rio de Janeiro Hot Songs         | 1              |
| Brasil - Billboard Brasil Regional São Paulo Hot Songs              | 1              |
| Portugal - Associação Fonográfica Portuguesa Portugal Digital Songs | 45             |